# 渝州路街道
渝州路街道，是中华人民共和国重庆市九龙坡区下辖的一个乡镇级行政单位。

## 行政区划
渝州路街道下辖以下地区：
奥体社区、渝州路第二社区、六店社区、科园路第一社区、科园路第二社区、渝州路第一社区、红育坡社区、白马凼社区和埝山苑社区。